# Lovset
En obstétrique, Lovset est une manœuvre effectuée lors de l'accouchement par le siège décrite en 1937 par Lovset.
Elle consiste en une double rotation en pas de vis, de 180°, du tronc du mobile fœtal, pour permettre l'expulsion des deux épaules successives.
Elle s'utilise dans la physiologie à l'aide d'un champ stérile.